# Buccinum tenuissimum
Buccinum tenuissimum is een slakkensoort uit de familie van de Buccinidae. De wetenschappelijke naam van de soort is voor het eerst geldig gepubliceerd in 1933 door Kuroda in Teramachi.